# Seleen
Seleen of selenium is een scheikundig element met symbool Se en atoomnummer 34. Het is een grijs niet-metaal.

## Ontdekking
Seleen werd in 1817 door Jöns Jacob Berzelius ontdekt tijdens het onderzoeken van telluur in residuen die door een zwavelzuurfabriek waren gedumpt. Pas vanaf ongeveer 1970 werden er steeds meer toepassingen gevonden voor seleen.
De naam is afkomstig van het Griekse selènè (σελήνη), dat maan betekent. Deze naam is gekozen omdat het element werd aangetroffen samen met telluur, vernoemd naar het Latijnse tellus, "aarde".

## Toepassingen
In 1873 ontdekte de Engelsman Willoughby Smith, samen met zijn assistent Joseph May, dat seleen over fotovoltaïsche eigenschappen beschikt, waarbij licht direct wordt omgezet in elektriciteit. Daarnaast is seleen ook fotogeleidend; onder invloed van licht neemt de elektrische geleiding sterk toe. Daarom wordt het vooral gebruikt in de opto-elektronica.
- Daarnaast is seleen een p-type halfgeleider zodat het toepassing vindt in de elektronica.[1]
- Seleensulfide is een bestanddeel van anti-roosshampoo en wordt gebruikt tegen roos, seborroïsch eczeem en door huidschimmels veroorzaakt Pityriasis versicolor.
- In plaats van zwavel gebruikt men ook wel seleen bij het vulkaniseren van rubber.
- In de glasindustrie wordt het ingezet om glas te ontkleuren.[1]
- Verder kan seleen worden gebruikt als fotografische toner.[1]

Seleen kan in veel organische moleculen die zwavel bevatten het zwavelatoom vervangen. Daarbij blijven veel eigenschappen behouden. Deze vervanging is zelfs in eiwitmoleculen mogelijk: door bacteriën in een medium te kweken waarin het aminozuur methionine is vervangen door seleno-methionine, kan men een seleenhoudende variant van geproduceerde eiwitten isoleren. Bij deze varianten is het veel eenvoudiger dan bij de gewone eiwitten met behulp van röntgendiffractie de structuur te bepalen.

## Opmerkelijke eigenschappen
Seleen beschikt over de opmerkelijke eigenschap om licht om te zetten in elektriciteit. In het donker is seleen een slechte elektrische geleider, maar de geleidbaarheid kan, evenredig met de intensiteit van het invallende licht, duizendvoudig toenemen.
Seleen kan in meerdere allotrope toestanden voorkomen. In poedervorm is seleen rood of zwart. In kristalvorm is seleen metalliek grijs of donkerrood.

## Verschijning
Seleen is een bijproduct dat achterblijft bij de winning van lood, zilver of koper. Hierbij wordt met behulp van elektrolyse het seleen geïsoleerd. Zuivere seleenmineralen zoals clausthaliet en naumaniet komen voor, maar zijn zeldzaam.

## Isotopen
| Stabielste isotopen | Stabielste isotopen | Stabielste isotopen      | Stabielste isotopen      | Stabielste isotopen      | Stabielste isotopen      |
| Iso                 | RA (%)              | Halveringstijd           | VV                       | VE (MeV)                 | VP                       |
| ------------------- | ------------------- | ------------------------ | ------------------------ | ------------------------ | ------------------------ |
| 74Se                | 0,89                | stabiel met 40 neutronen | stabiel met 40 neutronen | stabiel met 40 neutronen | stabiel met 40 neutronen |
| 75Se                | syn                 | 119,779 d                | EV                       | 0,864                    | 75As                     |
| 76Se                | 9,36                | stabiel met 42 neutronen | stabiel met 42 neutronen | stabiel met 42 neutronen | stabiel met 42 neutronen |
| 77Se                | 7,63                | stabiel met 43 neutronen | stabiel met 43 neutronen | stabiel met 43 neutronen | stabiel met 43 neutronen |
| 78Se                | 23,78               | stabiel met 44 neutronen | stabiel met 44 neutronen | stabiel met 44 neutronen | stabiel met 44 neutronen |
| 79Se                | syn                 | 6,5×105 j                | β−                       | 2,281                    | 79Br                     |
| 80Se                | 49,61               | stabiel met 46 neutronen | stabiel met 46 neutronen | stabiel met 46 neutronen | stabiel met 46 neutronen |
| 82Se                | 8,73                | 1,08×1020 j              | 2β−                      | 2,995                    | 82Kr                     |

Behalve vijf stabiele seleenisotopen is er een groot aantal radioactieve isotopen bekend, met halveringstijden variërend van enkele minuten tot vele miljoenen jaren.

## Voeding
Seleen is een voor de mens belangrijk sporenelement, dat we voor een groot deel via onze voeding binnenkrijgen. De aanbevolen dagelijkse hoeveelheid voor volwassenen is 55 μg per dag.
Een gebrek aan seleen in de voeding kan leiden tot cardiomyopathie.
Vooral Amerikaanse tarwe kan een belangrijke bijdrage leveren. Seleen zit ook in voedingssupplementen, maar hiermee moet worden opgepast, omdat bij een opname van meer dan 450 μg per dag seleen schadelijk is.

## Toxicologie en veiligheid
Waterstofselenide en andere seleenverbindingen zijn erg giftig. De effecten daarvan zijn vergelijkbaar met die van veel arseenverbindingen. Bij een grote inname van seleen kunnen zwavelatomen, in de zwavelhoudende moleculen die een zweetgeur veroorzaken, vervangen worden door seleenatomen. De zweetgeur wordt hierdoor sterker en onplezieriger. Tevens leidt seleenvergiftiging tot nagelafwijkingen en een knoflookadem.